# Invictarx zephyri

Invictarx — рід динозаврів з родини нодозаврових. 
Відомий за фрагментарними рештками тулуба, знайденими у формації Менефі (Нью-Мексико, США). Датуються раннім кампаном (близько 75 млн років тому).
Родова назва Invictarx означає "нездоланна фортеця", що посилається на факт, що Invictarx, як і решта анкілозаврів, мав захисну броню. Видова назва zephyri є формою латинського zephyrus, що означає західний вітер. Це посилання на вітряну погоду в місці розкопок.